# Helma Wennemers
Helma B. Wennemers (Offenbach am Main, 24 giugno 1969) è una chimica tedesca.
È professoressa di chimica organica presso l’Istituto Politecnico Federale di Zurigo (ETH Zurich).

## Formazione
Helma Wennemers ha studiato chimica a Goethe University Frankfurt, completando i suoi studi con una tesi di laurea presso il gruppo di Gerhard Quinkert nel 1993. Ha ottenuto il dottorato di ricerca alla Columbia University, New York nel 1996, sotto la supervisione di W. Clark Still, con una tesi in “Encoded combinatorial chemistry: a tool for the study of selective intermolecular interactions.” Tra il 1996 ed il 1998, ha svolto attività di ricerca presso università di Nagoya con Hisashi Yamamoto, prima di essere nominata Bachem Assistant Professor a università di Basel nel 1999. Ha ricoperto questa carica fino al 2003, quando è diventata professore associato. Nel 2011, ha ottenuto la cattedra di chimica organica presso l’ETH Zurich.

## Attività di ricerca
La sua attività di ricerca si focalizza su peptidi ricchi di proline.
- Catalisi Asimmetrica:

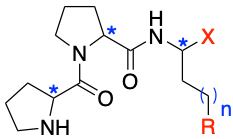
Catalizzatore tripeptidico H-Pro-Pro-Xaa

Wennemers ha sviluppato sequenze tripeptidiche contenenti H-Pro-Pro-Xaa (Pro: prolina, Xaa: qualsiasi ammina) come catalizzatori organici per la formazione di legami C–C basati su un intermedio enamminico. Elevata reattività, stereo- e chemoselettività in reazioni aldoliche o di addizione nucleofila coniugata possono essere ottenute modificando la configurazione assoluta del singolo amminoacido così come del gruppo funzionale del residuo Xaa. La possibilità di modulare i peptidi ha permesso di realizzare catalizzatori capaci di catalizzare l’addizione nucleofila coniugata di aldeidi a nitroolefine con solo lo 0.05 mol% di catalizzatore tripeptidico.
Si è anche occupata di altre reazioni organo-catalizzate. Ispirandosi alla polichetide sintasi naturale—che utilizza tioesteri dell’acido malonico (MAHTs) come equivalenti di tioesteri enolati — ha sviluppato metodi organocatalizzati per reazioni di addizione stereoselettive di MAHTs (e varianti protette di monotiomalonati, MTMs) a elettrofili utilizzando catalizzatori derivati dagli alcaloidi della cinchona. L’impiego di MAHTs e MTMs fluorurati ha permesso l’introduzione stereoselettiva di fluoro sostituenti in reazioni aldoliche con fluoroacetati. così come ulteriori reazioni di addizione a immine e nitroolefine.
- Chimica Biologica:

Wennemers impiega peptidi ricchi di proline, come peptidi collagene-mimetici o oligoproline, per applicazioni in ambito tumorale, di trasporto attraverso membrane cellulari o drug delivery. Ha utilizzato derivati di proline Cγ-sostituite per la funzionalizzazione e stabilizzazione di triple eliche di collagene a catena corta. Inoltre, ha introdotto amminoprolina e γ-azaprolina per controllare la stabilità conformazionale delle triple eliche di collagene in relazione alle variazioni di pH.  Nell’ambito dei peptidi di trasporto attraverso membrane cellulari, Wennemers ha dimostrato che la preorganizzazione di residui cationici lungo la catena principale oligoprolinica incrementa il trasporto cellulare dei peptidi di trasporto attraverso membrane cellulari rispetto a oligoarginine più flessibili e con una disposizione di cariche indefinita. Inoltre, i CPPs contenenti oligoproline si localizzano all’interno del nucleo, presentano elevata stabilità proteolitica e scarsa citotossicità.
- Materiali Sintetici:

Wennemers utilizza peptidi per controllare la morfologia di materiali nanostrutturati per realizzare sistemi mesoscopici ordinati. Ha sviluppato tripeptidi per la formazione controllata di nanoparticelle mono-disperse e solubili in acqua di argento, palladio, platino e oro. Recentemente, ha sviluppato nanoparticelle di platino stabilizzate con peptidi che hanno dimostrato maggiore tossicità contro cellule epatiche cancerose (HepG2) rispetto ad altre cellule epatiche tumorali e non. Wennemers si è anche interessata allo studio di coniugati di oligoproline e sistemi π-coniugati che formano strutture auto-assemblate di ordine superiore con diverse morfologie (es. nanofibre, nanotubi, nanofogli). Con questo tipo di coniugato ha realizzato il primo esempio di intreccio triassiale supramoleculare esteso stabilizzato da interazioni non covalenti deboli.

## Riconoscimenti
Helma Wennemers ha ricevuto il Leonidas Zervas Award dalla European Peptide Society (2010), il Pedler Award dalla Royal Society of Chemistry (2016), la Inhoffen Medal (2017) e il Netherlands Scholar Award for Supramolecular Chemistry (2019).